# Zur Himmelspforte (Ober-Eschbach)

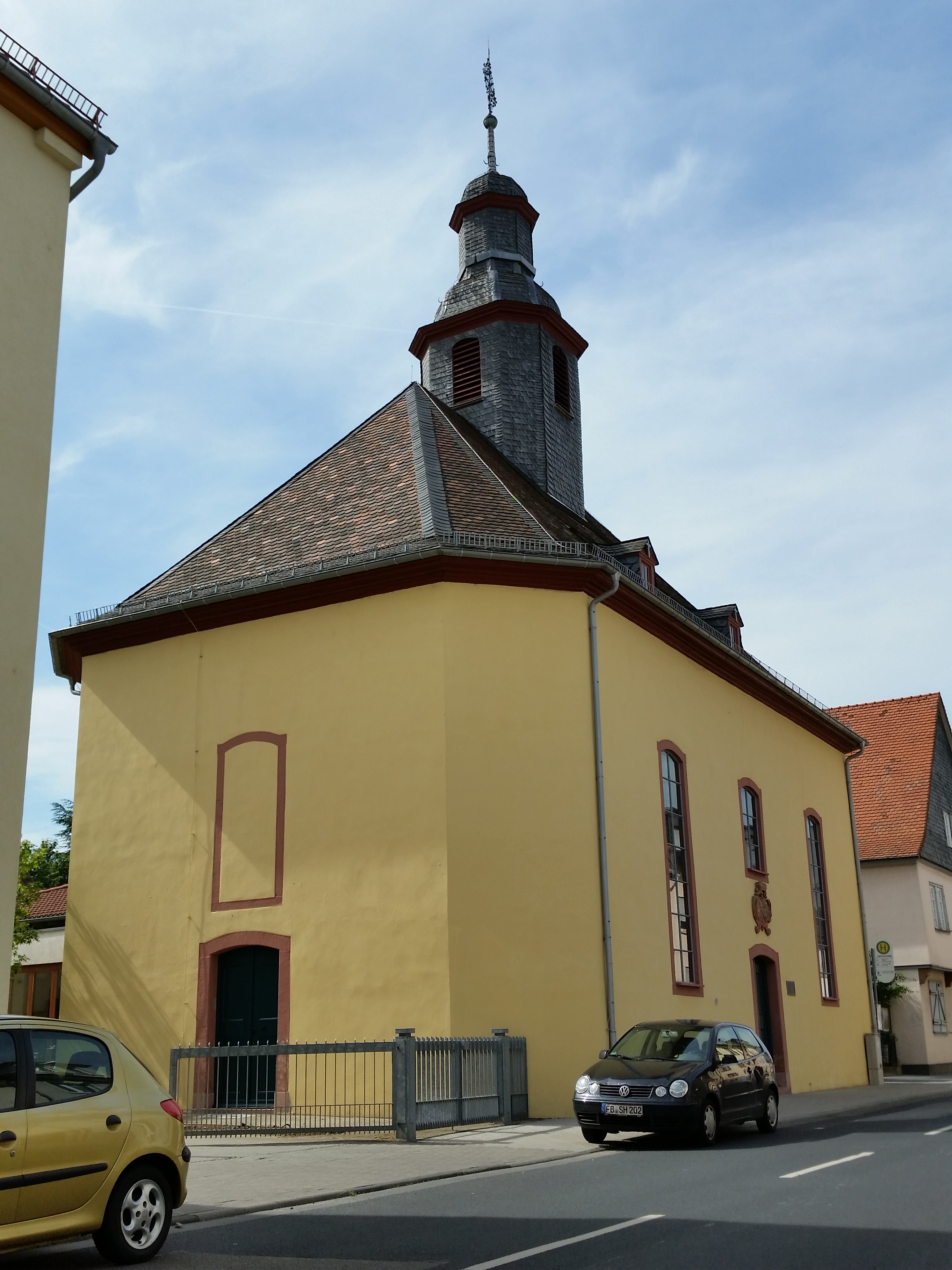
Zur Himmelspforte in Ober-Eschbach

Die evangelische Kirche Zur Himmelspforte ist ein denkmalgeschütztes Kirchengebäude in Ober-Eschbach, einem Stadtteil von Bad Homburg vor der Höhe im Hochtaunuskreis in Hessen. Die Kirche gehört zur Kirchengemeinde Ober-Eschbach-Ober-Erlenbach im Dekanat Hochtaunus in der Propstei Rhein-Main der Evangelischen Kirche in Hessen und Nassau.

## Beschreibung
Die querorientierte Saalkirche wurde unter Graf Johann Reinhard III. von Hanau-Lichtenberg 1728–31 nach einem Entwurf von Christian Ludwig Hermann erbaut. Das traufständige, rechteckige Gebäude hat abgeschrägte Ecken. Aus dem mit Dachgauben versehenen Walmdach erhebt sich ein achteckiger, mit einer geschwungenen Haube mit Laterne bedeckter Dachreiter, hinter dessen Klangarkaden sich der Glockenstuhl befindet, in dem drei Kirchenglocken hängen. Die kleine Glocke wurde 1729, die große Glocke 1767 gegossen. Die mittlere Glocke wurde 1951 von der Glocken- und Kunstgießerei Rincker gegossen. Über dem straßenseitigen Portal befindet sich das Wappen der Allianz Hanau-Lichtenberg/Brandenburg-Ansbach. An drei Seiten des mit einem Muldengewölbe überspannten Innenraums stehen Emporen auf raumhohen Stützen.
Zur Kirchenausstattung gehören:
- Die Kanzel von 1623, die 1731 aus der Johanniskirche von Hanau überführt wurde. Ihre fünfseitige Brüstung ist mit Jesus Christus und den vier Evangelisten verziert. Auf dem Schalldeckel befindet sich ein Pelikan.
- Die Kirchenbänke von 1689 aus der Pfortenkirche, die jetzt das Rathaus beherbergt.
- Die Orgel von 1849, gebaut von Adam Karl Bernhard.